# 酒井ほのか
酒井 ほのか（さかい ほのか、1999年〈平成11年〉4月8日 - ）は日本の女優、声優である。
新潟県長岡市出身。フクダ&Co.所属。

## 略歴
2015年 劇団ひまわり新潟エクステンションスタジオ 入団
2018年 劇団ひまわり東京校（声優科）卒
2020年 フクダ&Co.所属

## 出演作品
吹替え
- 「工場ケンガク！～たべものが出来るまで」準レギュラー（ボイスオーバー）ナショナルジオグラフィックTV、Hulu
- 「ザ・スタンド」#3 ゲスト　Apple TV＋
- 「ノスフェラトゥ　シーズン2」#7　オスカー役　Amazonプライム

舞台
- 2017年「ハーメルンの笛吹き男」語り部、市民役（作：ウィリアム・シェイクスピア、演出：栗田芳宏）
- 2018年「夏の夜の夢（プレビュー公演）」妖精役（作：ウィリアム・シェイクスピア、演出：栗田芳宏）
- 2019年「アパートの鍵、返します。」三枝美佐子役（作：青田ひでき、演出・脚色：水野里香）
「ミュージカル 夏の夜の夢」妖精役（作：ウィリアム・シェイクスピア、演出：栗田芳宏）
- 2020年「七つの鐘がなる前に」KENプロデュース（作・演出：加納健詞）

朗読
- 2020年「名残の三日月〜ふじおか屋採日禄〜」「トロッコ」WIPリーディングシアター（配信）
- 2021年「紙片の王国」10・Quatre×PocketSheepS合併記念公演（脚本・演出：太田友和）下落合TACCS1179

ゲーム
- 「ラストエスケイプ」cvリサ・アクイタン